# Chézy, Allier

Chézy este o comună în departamentul Allier din centrul Franței. În 1 ianuarie 2022 avea o populație de 214 de locuitori.